# خورخه درواندی
خورخه درواندی (انگلیسی: Jorge Drovandi؛ زادهٔ ۵ نوامبر ۱۹۸۵) بازیکن فوتبال اهل آرژانتین است.
از باشگاه‌هایی که در آن بازی کرده‌است می‌توان به باشگاه فوتبال روساریو سنترال، باشگاه ورزشی سن لورنسو آلماگرو، و باشگاه فوتبال نیوکاسل یونایتد جتس اشاره کرد.